# Камерон (приход)
Ка́мерон (англ. Cameron Parish) — приход в штате Луизиана, США. Официально образован в 1870 году. По состоянию на 2010 год, численность населения составляла 6 839 человек.

## География
По данным Бюро переписи США, общая площадь прихода равняется 5 016,835 км2, из которых 3 328,153 км2 — суша, и 1 688,682 км2, или 34,000 % — это водоёмы.

## Население
По данным переписи населения 2000 года на территории прихода проживает 9 991 жителей в составе 3 592 домашних хозяйств и 2 704 семей. Плотность населения составляет 3,00 человека на км2. На территории прихода насчитывается 5 336 жилых строений, при плотности застройки около 2,00-х строений на км2. Расовый состав населения: белые — 93,65 %, афроамериканцы — 3,88 %, коренные американцы (индейцы) — 0,37 %, азиаты — 0,44 %, гавайцы — 0,02 %, представители других рас — 0,94 %, представители двух или более рас — 0,69 %. Испаноязычные составляли 2,15 % населения независимо от расы.
В составе 39,00 % из общего числа домашних хозяйств проживают дети в возрасте до 18 лет, 62,20 % домашних хозяйств представляют собой супружеские пары проживающие вместе, 9,00 % домашних хозяйств представляют собой одиноких женщин без супруга, 24,70 % домашних хозяйств не имеют отношения к семьям, 20,90 % домашних хозяйств состоят из одного человека, 8,60 % домашних хозяйств состоят из престарелых (65 лет и старше), проживающих в одиночестве. Средний размер домашнего хозяйства составляет 2,76 человека, и средний размер семьи 3,21 человека.
Возрастной состав прихода: 28,40 % моложе 18 лет, 9,40 % от 18 до 24, 29,60 % от 25 до 44, 21,90 % от 45 до 64 и 21,90 % от 65 и старше. Средний возраст жителя прихода 35 лет. На каждые 100 женщин приходится 100,90 мужчин. На каждые 100 женщин старше 18 лет приходится 99,40 мужчин.
Средний доход на домохозяйство прихода составлял 34 232 USD, на семью — 39 663 USD. Среднестатистический заработок мужчины был 31 167 USD против 19 113 USD для женщины. Доход на душу населения составлял 15 348 USD. Около 9,10 % семей и 12,30 % общего населения находились ниже черты бедности, в том числе — 13,10 % молодежи (тех, кому ещё не исполнилось 18 лет) и 14,80 % тех, кому было уже больше 65 лет.